# Зав'ялов Микола Іванович
Микола Іванович Зав'ялов (рос. Николай Иванович Завьялов;14 грудня 1913, Бор — 26 березня 1989) — радянський воєначальник, Герой Радянського Союзу (1944), генерал-майор.

## Біографія
Народився 14 грудня 1913 року в селі Борі (нині Тихвінського району Ленінградської області) в селянській родині. Росіянин. Закінчив Пікальовську школу робітничої молоді в Ленінградській області, в 1934 році два курси Ленінградського педагогічного інституту імені О. І. Герцена. Працював в місті Бокситогорську Ленінградської області на Бокситогорському глиноземному комбінаті завідувачем навчальною частиною з підготовки кадрів.
У 1936 році призваний до лав Червоної Армії. Закінчив курси удосконалення офіцерського складу. Член ВКП (б) з 1939 року. Учасник радянсько-фінської війни 1939–1940 років, у званні старшого лейтенанта командував стрілецьким батальйоном. Був поранений.
У боях німецько-радянської війни з червня 1941 року, командир батальйону. У липні 1941 року був важко поранений в боях в Україні. З листопада 1941 року — командир 1032-го стрілецького полку 293-ї стрілецької дивізії в 40-ї армії Південно-Західного фронту, учасник Барвінково-Лозовської наступальної операції. Потім воював на Сталінградському і 3-му Українському фронтах. Був заступником командира по стройовій частині 5-ї гвардійської окремої моторизованої стрілецької бригади, а потім став командиром цієї бригади. Успішно діяв при відвоюванні міст Краматорська, Одеси, Ізмаїла.
В ході Яссько-Кишинівської стратегічної наступальної операції з 20 по 26 серпня 1944 року 5-а гвардійська окрема моторизована стрілецька бригада під командуванням гвардії підполковника М. І. 3ав'ялова відвоювала села Тарутине і Татарбунари на території Одеської області, глибоко прорвалася в тил противника. У цій операції солдати під командуванням підполковника М. І. 3авьялова спалили 10 танків, підбили 45 гармат, понад 100 автомашин, знищили до 3000 і взяли в полон 300 солдатів і офіцерів противника.
Указом Президії Верховної Ради СРСР від 13 вересня 1944 року за вміле командування бригадою і проявлені при цьому мужність і героїзм гвардії підполковнику Миколі Івановичу Зав'ялову присвоєно звання Героя Радянського Союзу з врученням ордена Леніна і медалі «Золота Зірка» (№ 3492).
Після війни продовжив службу в Радянській Армії. У 1947 році закінчив Вищі академічні курси при Військовій академії бронетанкових і механізованих військ Радянської Армії імені Й. В. Сталіна, в 1957 році — Вищі академічні курси при Вищій військовій академії імені К. Є. Ворошилова, в 1962 році — Військову академію імені М. В. Фрунзе (заочно). Генерал-майор з 1957 року. З 1958 року — командир 24-ї Самаро-Ульяновської Бердичівської тричі Червонопрапорної орденів Суворова та Богдана Хмельницького Залізної мотострілецької дивізії в Прикарпатському військовому окрузі. З 1960 року — заступник командувача з бойової підготовки загальновійськової армії Прикарпатського військового округу. З 1964 року — на такій же посаді у 8-й гвардійській армії Групи радянських військ у Німеччині.

Могила Миколи Зав'ялова

З 1969 року у відставці. Жив у Києві. Автор книги «Версти мужності» (1981). Помер 26 березня 1989 року. Похований в Києві на Байковому кладовищі (ділянка № 52).

## Відзнаки, пам'ять
Нагороджений орденом Леніна (13 вересня 1944), трьома орденами Червоного Прапора (22 лютого 1942, ????), орденом Суворова 2-го ступеня (1944), орденом Кутузова 2-го ступеня (1945), двома орденами Вітчизняної війни 1-го ступеня (26 вересня 1943, 11 березня 1985), трьома орденами Червоної Зірки (1940, ????), медалями, іноземними орденами.
Почесний громадянин міст Нікополя, Ізмаїла, Бокситогорська (1985). Ім'я Героя присвоєно середній загальноосвітній школі в селищі Бор Ленінградської області (2005).